# Connarus oblongus
Connarus oblongus là một loài thực vật có hoa trong họ Connaraceae. Loài này được G.Schellenb. mô tả khoa học đầu tiên năm 1938.